# Cratere Lutsk
Lutsk  è un cratere sulla superficie di Marte.